# قبر باز
قبر باز یا پاره‌های وحشت (به انگلیسی: Open Grave) یک فیلم ترسناک و مهیج با موضوع پسا-رستاخیزی و زامبی گونه محصول سال ۲۰۱۳ به کارگردانی گونسالو لوپس-گایگو است.

## بازیگران
- شارلتو کوپلی در نقش جان دو/جونا کوک ام. دی
- جوزف مورگان در نقش نیتن
- توماس کرتشمن در نقش لوکاس
- ارین ریچاردز در نقش شارون
- جوسی هو در نقش زن لال
- مکس وروتسلی در نقش مایکل